# Egyptian Lover
Greg Broussard (Los Ángeles, California; 31 de agosto de 1963) conocido como Egyptian Lover, es un cantante, músico, productor y DJ estadounidense, uno de los más conocidos de la escena del dance de la Costa Oeste a principios de la década de los 80. Comenzó grabado por Los Ángeles en 1983 como miembro de Radio Crew, y un año más tarde grabó Dial-A-Freak como parte de Uncle Jamm's Army. Egyptian Lover editó su primer sencillo "Egypt, Egypt", todo un éxito en los clubs. Este fue seguido de más 'dance hits' como "And My Beat Goes Boom", "What Is a DJ If He Can't Scratch" y "Girls". 
Sus LP eran mucho menos populares que sus singles, aunque On the Nile de 1984 tuvo algo de éxito. Egyptian Lover regresó en 1994 con Back from the Tomb.
También poseía su propia compañía discográfica, Egyptian Empire Records, en la que se incluían artistas como Rodney O & Joe Cooley.
En 2005, grabó sus primeros singles desde 1994, "Party" y "Dancefloor", junto con el álbum Platinum Pyramids.